# Lloyd Price
Lloyd Price (Kenner, 9 marzo 1933 – New Rochelle, 3 maggio 2021) è stato un cantante statunitense.
Era soprannominato "Mr. Personality" per via di uno dei suoi più grandi successi, Personality.

## Biografia
Cresciuto a Kenner, uno dei sobborghi di New Orleans, Price imparò a suonare la tromba e il pianoforte e cantò nel coro gospel nella sua chiesa.
Quando Art Rupe della Specialty Records venne a New Orleans in cerca di nuovi talenti e ascoltò Lawdy Miss Clawdy, una canzone di Price, volle registrarla. Poiché Price non aveva un gruppo, Rupe ingaggiò Dave Bartholomew e la sua band (che includeva Fats Domino al piano) per assistere Price nelle registrazioni. La canzone lo fece diventare famoso di colpo, ed egli continuò a registrare per la Speciality Record, anche se con le canzoni seguenti non ottenne più molti successi.
Nel 1954 fu arruolato e dovette andare in Corea. Al suo ritorno scoprì che era stato sostituito da Little Richard. Così Price firmò un contratto con la KRC Records, e il suo primo singolo con la casa discografica fu Just Because. Firmò poco dopo un contratto con la ABC Records e dal 1957 al 1959 Price realizzò una serie di grandi successi tra cui Stagger Lee che raggiunse la prima posizione nella Billboard Hot 100 per quattro settimane, Personality e I'm Gonna Get Married, che salirono in vetta alle classifiche R&B e con i quali riuscì a vendere milioni di copie.
Nel 1962 Price firmò un contratto con la Double L Records, e nel 1969 fondò una nuova casa discografica, Turntable; quindi aprì un club con lo stesso nome a New York. Nel 1993 Price fece un tour in Europa con Jerry Lee Lewis, Little Richard, e Gary U.S. Bonds. Nel 2005 si esibì con Jerry Butler, Gene Chandler, e Ben E. King per il tour "Four Kings of Rhythm and Blues".
Il 9 Marzo 2010, per il suo settantasettesimo compleanno, Lloyd Price è stato inserito nella Louisiana Music Hall of Fame.
Pryce è morto il 3 Maggio del 2021, per complicazioni del diabete mellito di tipo 2.

## Vita privata
Visse con la moglie a Westchester County.

## Riconoscimenti
- Young Hollywood Hall of Fame (1950's)

## Discografia

### Album
- 1959: The Exciting Lloyd Price
- 1959: Lloyd Price (Raccolta)
- 1959: Mr. "Personality"
- 1960: "Mr. Personality" Sings the Blues
- 1960: "Mr Personality's" 15 Hits (Raccolta)
- 1960: The Fantastic Lloyd Price
- 1961: Sings the Million Sellers
- 1961: Cookin'
- 1983: This Is My Band
- 1963: Misty
- 1965: Lloyd Swings for Sammy
- 1969: Now!
- 1970: The Best of Lloyd Price (Raccolta)
- 1972: To the Roots and Back
- 1972: 16 Greatest Hits Raccolta
- 1972: The Best of Lloyd Price (Raccolta)
- 1976: Music-Music
- 1976: The ABC Collection (Raccolta)
- 1976: Lloyd Price's Greatest Hits (Raccolta)
- 1978: The Nominee
- 1978: The Best Of (Raccolta)
- 1989: Lloyd Price : His Originals
- 1990: Greatest Hits
- 1990: Walkin' the Track
- 1990: Personality Plus
- 1992: Stagger Lee
- 1994: Lloyd Price sings his Big Ten
- 1994: Vol. 2 : Heavy Dreams
- 1994: Greatest Hits : The Original ABC Paramount
- 1995: Lawdy Miss Clawdy
- 1998: Body with No Body
- 1999: Mr Personality
- 1999: The Exciting
- 2002: Christmas Classics
- 2002: Millennium Collection
- 2004: Classics : 1952-1953
- 2005: Lawdy !
- 2006: Speciality Profiles
- 2006: Great
- 2006: 16 Greatest Hits

### Singoli
- 1952 Lawdy Miss Clawdy (#1(7) R&B)
- 1952 Oooh-Oooh-Oooh (#1(1) R&B)
- 1952 Restless Heart (#5 R&B)
- 1953 Ain't It A Shame? (#4 R&B)
- 1953 Tell Me Pretty Baby (#8 R&B)
- 1953 What's The Matter Now? (#19 R&B)
- 1953 So Long (#19 R&B)
- 1953 I Wish Your Picture Was You (#20 R&B)
- 1957 Just Because (#2(1) R&B/#15 Pop)
- 1957 Lonely Chair (#88 Pop)
- 1959 Stagger Lee (#1(6) R&B, #1(4) Pop, UK #7, Olanda #7, Norvegia #8) (certificato disco d'oro)
- 1959 Where Were You (On Our Wedding Day?) (#4 R&B/#19 Pop, UK #15)
- 1959 Personality (#1(4) R&B/#2(5) Pop, UK #9) (certificato disco d'oro)
- 1959 I'm Gonna Get Married (#1(3) R&B/#2(1) Pop, UK #23) (certificato disco d'oro)
- 1959 Three Little Pigs (#15 R&B)
- 1960 Come Into My Heart (#2(3) R&B/#10 Pop)
- 1960 Wont'cha Come Home (#6 R&B/#15 Pop)
- 1960 Lady Luck (#2(1) R&B/#11 Pop)
- 1960 Never Let Me Go (#26 R&B/#82 Pop)
- 1960 No If's - No And's (#9 R&B/#40 Pop)
- 1960 For Love (#24 R&B/#43 Pop)
- 1960 Question" (#5 R&B/#19 Pop)
- 1960 "Just Call Me (And I'll Understand)" (#26 R&B/#79 Pop)
- 1960 Who Coulda'Told You (They Lied) (#103 Pop)
- 1961 (You Better) Know What You're Doin'  (#28 R&B/#90 Pop)
- 1961 Boo-Hoo (#28 R&B)
- 1961 Mary and Man-O (#110 Pop)
- 1962 Under Your Spell Again (#123 Pop)
- 1963 Misty (#3 R&B/#21 Pop)
- 1964 Billie Baby (#84 Pop)
- 1964 I Love You (I Just Love You)" (#123 Pop)
- 1964 Amen (#124 Pop)
- 1965 If I Had My Life To Live Over (#107 Pop)
- 1969 Bad Conditions (#21 R&B)
- 1973 Trying To Slip (Away) (#32 R&B)
- 1976 What Did You Do With my Love (#99 R&B)